# James Duckworth
James Duckworth (Sydney, 21 de janeiro de 1992) é um tenista profissional australiano.